# Dipartimento del Po
Dipartimento del Po, in francese département du Pô, era il nome di un dipartimento del Primo Impero francese, nell'attuale Italia. Il nome era dovuto al fiume Po e aveva come capoluogo Torino.
Fu creato l'11 settembre 1802 dividendo il département de l'Éridan (antico nome del fiume) fatto nel 1799 e rifatto per decreto firmato dall'amministratore generale del Piemonte, il generale Jean-Baptiste Jourdan, dal dipartimento della Dora. Era diviso negli arrondissement (circondari) di Torino, Pinerolo e Susa.

Stemma di Torino durante l'Impero napoleonico

## Suddivisione amministrativa
Il dipartimento era suddiviso nei seguenti arrondissement e cantoni:
- Arrondissement di Pinerolo (Pignerol), cantoni: Bricherasio (Briquéras), Cavour, Cumiana (Cumiane), Fenestrelle (Fénestrelles), None, Perosa (Pérouse), Pinerolo (Pignerol), Torre Pellice (Tour-Pélis, la), Perrero, Vigone (Vigon), Villafranca (Villefranche);
- Arrondissement di Susa (Suse), cantoni: Avigliana, Bardonecchia (Bardonèche), Bussoleno, Cesana (Césanne), Giaveno, Oulx, Susa (Suse), Villar-Almese;
- Arrondissement di Torino (Turin), cantoni: Carignano (Carignan), Carmagnola (Carmagnole), Casalborgone, Caselle, Ceres, Cirié, Corio, Gassino, Lanzo, Moncalieri (Moncalier), Orbassano (Orbassan), Poirino, Chieri (Quiers), Riva presso Chieri (Riva-de-Quiers), Rivoli, Torino (Turin), Venaria Reale (Venerie), Viù.